# Operațiunea Frühlingserwachen
Operațiunea Frühlingserwachen (Reînvierea de primăvară) (Unternehmen Frühlingserwachen), cunoscută și ca  Ofensiva Lacul Balaton, (6 – 16 martie 1945) a fost ultima ofensivă majoră lansată de Germania Nazistă în timpul celui de-al doilea război mondial. Această ofensivă a fost lansat de germani în mare secret pe 6 martie 1945 în Ungaria în regiunea lacului Balaton, ca parte a luptelor de pe frontul de răsărit. În această regine se aflau unele dintre ultimele zăcăminte de petrol la care mai avea acces Germania Nazistă. .
Operațiunea Frühlingserwachen a implicat mai multe mari unități germane retrase de pe frontul de vest, după eșecul Ofensivei din Ardeni, printre acestea aflându-se și Armata a 6-a SS Panzer. 

## Forțele implicate în luptă

### ForțeleAxei
- Elemente ale Grupului de Armate Sud (german) (Heeresgruppe Sud)
  - Armata a 6-a SS Panzer, inclusiv Divizia Leibstandarte Adolf Hitler
  - Armata a 2-a Panzer germană
  - Armata a 6-a germană
  - Armata a 3-a maghiară
- Elemente ale Grupului de armate E (Heeresgruppe E)

### Forțele sovietice
- Elemente ale Frontului al 3-lea Ucrainean
  - Armata 4-a de gardă sovietică
  - Armata a 6-a de tancuri de gardă sovietică
  - Armata a 9-a de tancuri de gardă sovietică
  - Armata 26-a sovietică
  - Armata 27-a sovietică
  - Armata 46-a sovietică
  - Armata 57-a sovietică
  - Armata I bulgară

## Planul german

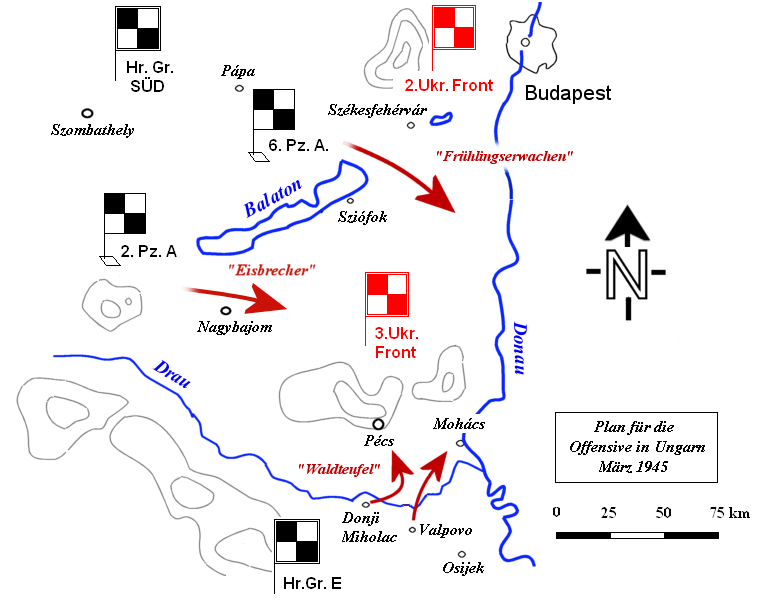
Planul german de atac

Planul german de atac împotriva Frontului al 3-lea Ucrainean de sub conducerea generalului Fiodor Tolbuhin era foarte ambițios. Armata a 6-a SS Panzer comandată de generalul Sepp Dietrich trebuia să fie vârful de lance al atacului german. Germanii trebuiau să înainteze dintr-o zonă de la nord de lacul Balaton pe un front larg. Armata a 6-a SS Panzer trebuia să străpungă liniile Armatei a 27-a sovietică spre linia Dunării. După ce ar fi atins aliniamentul fluviului,  o parte a Armatei a 6-a ar fi trebuit să-și schimbe direcția de atac spre nord. Această coloană, care ataca pe direcția nord, trebuia să străpungă liniile Armatei a 6-a de tancuri de gardă sovietică și mai apoi să se deplaseze în continuare spre nord pentru a recuceri Budapesta. Orașul fusese cucerit de sovietici pe 13 februarie 1945. Cea de-a doua coloană a Armatei a 6-a SS trebuia să se îndrepte spre sud, să se deplaseze de-a lungul Canalului Sio și să facă joncțiunea cu unitățile Grupului de Armate E. Gupul de Armate E trebuia la rândul lui să atace prin Mohács și, deplasându-se spre nord, să facă joncțiunea cu Armata a 6-a SS. Dacă manevra ar fi avut succes, ramura sudică a atacului Armatei a 6-a SS și Grupul de Armate E ar fi încercuti Armatele sovietice a 26-a și a 57-a. 
Armata a 6-a SS trebuia să angajeze lupta cu Armata a 26-a sovietică, în timp ce Grupul de Armate E o încercuia. În mod asemănător, Armata a 2-a Panzer, care ataca dintr-o zonă de la sud de lacul Balaton, trebuia să angajeze lupta cu Armata a 57-a sovietică. Armata a 3-a maghiară trebuia să atace în zona de nord a operațiunii și să se îndrepte spre vest spre Budapesta. 

## Atacul german
Ofensiva a fost declanșată conform planificării pe 6 martie 1945. Atacul dat de Armata a 6-a SS Panzer a avut în primele rânduri cele mai bune unități germane, precum Divizia Leibstandarte Adolf Hitler. În ciuda terenului puternic noroios, germanii au înregistrat inițial un mare succes, luând unitățile sovietice prin surprindere. În scurtă vreme însă, sovieticii au reușit să oprească ofensiva germană. 
Pe 14 marite, Operațiunea Frühlingserwachen se afla în impas. În acel moment, Joseph Goebbels făcea o însemanre în jurnalul său, prin care recunoștea eșecul operațiunii. În ciuda înaintării inițiale puternice a Armatei a 6-a SS, Armata a 2-a Panzer nu a obținut rezultatele așteptate, iar ramura nordică a atacului Armatei a 6-a s-a împotmolit rapid. Grupul de Armate E, atacată din spate de partizanii iugoslavi conduși de Josip Broz Tito, nu a reușit măcar să se apropie de Mohács.

## Contraofensiva sovietică și operațiunile următoare

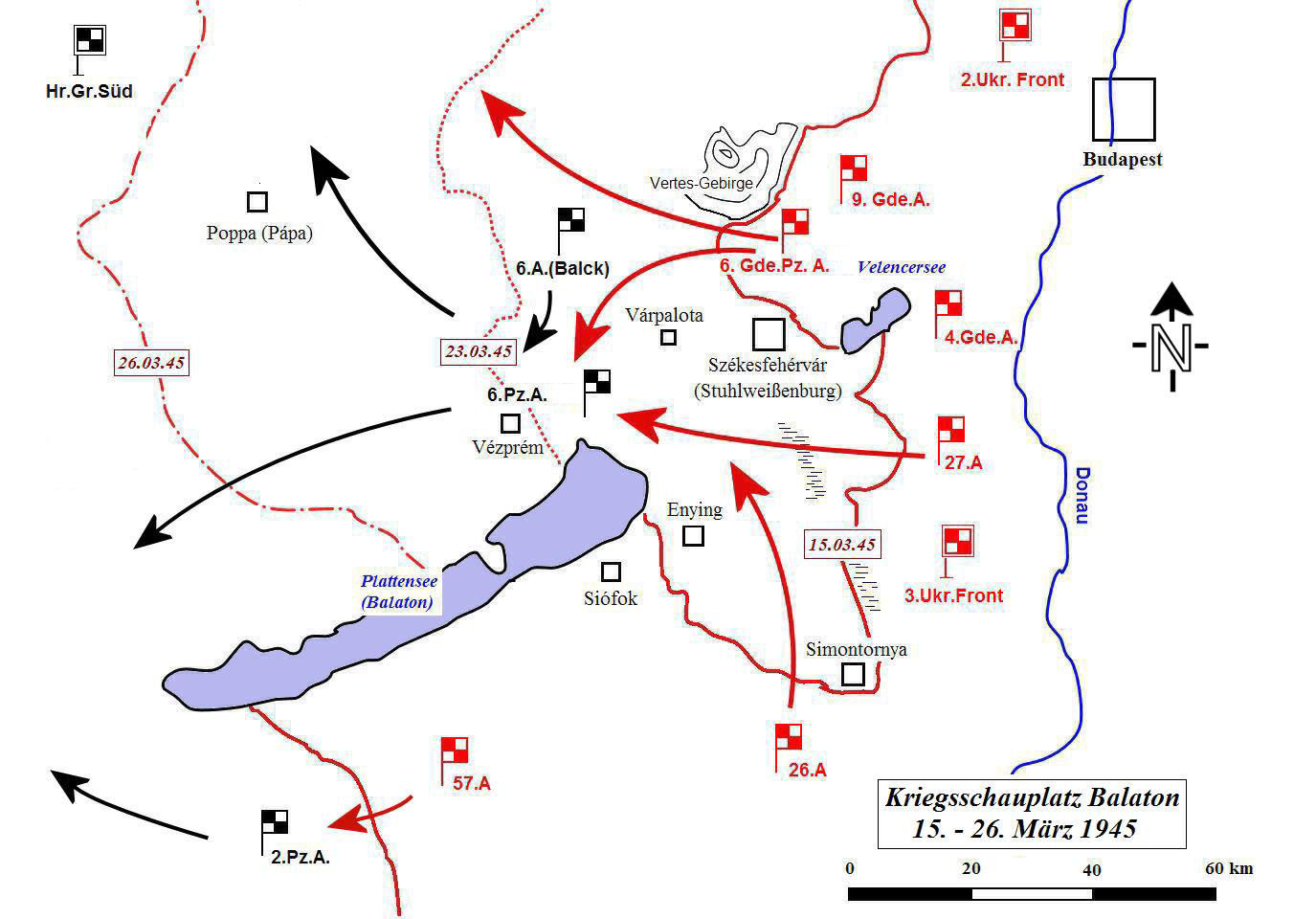
Contraofensiva sovietică

Pe 16 martie 1945, sovieticii au contraatacat cu toată forța. În numai 24 de ore de la declanșarea contraatacului, forțele sovietice i-au respins pe germani înapoi pe pozițiile de plecare.
Pe 22 martie 1945, germanii, depășiți numeric și dotați doar cu puține blindate în stare de funcționare, au fost obligați să se retragă pentru a pregăti noi poziții defensive în vestul Ungariei. Ofensiva sovietică a continuat. 
Pe 30 martie 1945, Frontul al 3-lea Ucrainean a traversat frontiera maghiară și a intrat în Austria. 
Pe 4 aprilie 1945, Armata a 6-a SS Panzer era în regiunea capitalei austriece, pregătindu-se pentru atacul sovietic – Ofensiva Viena. Forțele sovietice – Armatele a 4-a de tancuri de gardă, a 6-a de tancuri de gardă, a 9-a de tancuri de gardă și a 46-a erau în plin proces de încercuire a capitalei austriece. Ofensiva Viena a trupelor sovietice s-a încheuiat pe 13 aprilie, odată cu cucerirea orașului. 
Pe 15 aprilie, resturi ale Armatei a 6-a germane luptau încă la nord de Graz împotriva Armatelor a 26-a și a 24-a sovietice, iar în sud, resturile Armatei a 2-a Panzer luptau în regiunea Maribor Armatei a 57-a sovietice și a Armatei I bulgară. 
Între 16-25 aprilie, Armata a 3-a maghiară a fost distrusă în apropierea Budapestei de Armata a 46-a sovietică, aflată în marș spre Viena și Bratislava. 
Unele subunități maghiare au supraviețuit luptelor de la Budapesta și au continuat lupta alături de germani. De exemplu, pe 30 aprilie, Divzia Szent László figura încă în cadrul Armatei a 2-a Panzer. 

## Urmări

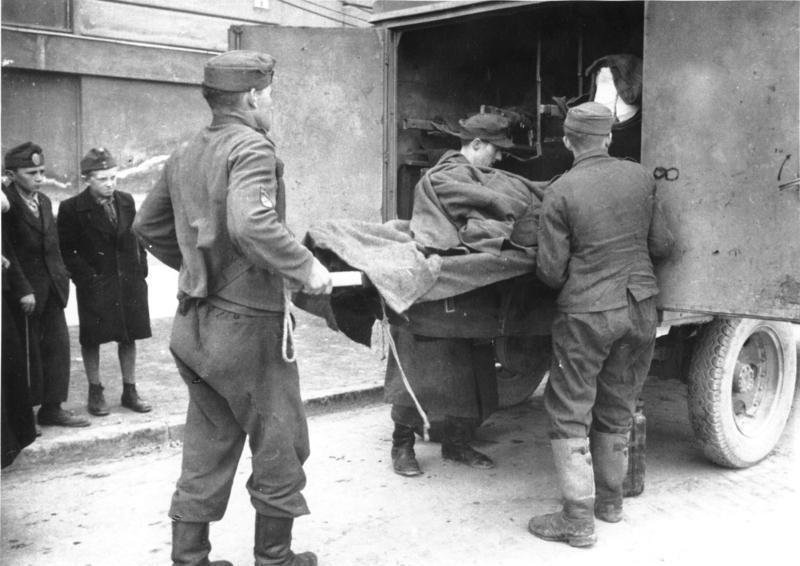
Soldați germani răniți

Aproape inevitabil, Operațiunea Frühlingserwachen a fost un eșec al Armatei germane. În ciuda succeselor inițiale, această operațiune a fost un exemplu perfect al hotărârilor militare din ce în ce proaste ale lui Hitler în perioada de sfârșit a războiului. Operațiunea a avut încă din faza de planificare obiective mult prea îndrăznețe. Nu numai că trebuia recucerită Budapesta, dar trebuiau apărate și câmpurile petroliere de la Nagykanizsa. În plus, Hitler spera ca ofensiva germană să împingă Frontul al 3-lea Ucrainean înapoi pe aliniamentul Dunării, ceea ce ar fi oprit înaintarea generală sovietică în Ungaria. 
Generalii germani speraseră ca trupele de elită și importantele cantități de echipamente și provizii pe care Hitler le direcționase pentru Operațiunea Frühlingserwachen să fie folosite în alte zone ale frontului mai primejduite. Generalii au încercat să-l convingă pe Hitler să folosească aceste resurse mai degrabă pentru apărarea Germaniei. În ciuda tuturor argumentelor logice ale militarilor, Hitler a insistat să declanșeze un atac prin care spera greșit să distrugă întreg frontul de sud sovietic fără a avea un sprijin aerian și cu rezerve insuficiente de combustibil. Mai multe săptămâni înainte de declanșarea Operațiunii Frühlingserwachen, frontul de vest din regiunea Rhineland a fost slăbit de transporturile de trupe și armament spre Ungaria. 
Din punct de vedere strategic, Operațiunea Frühlingserwachen nu a avut nicio influență asupra sfârșitului celui de-al doilea război mondial. La nivel tactic, operațiunea a pus în evidența calitățile de luptă ale unei armate germane, capabile încă de acțiuni ofensive. Dar în același măsură, a demonstrat și slăbiciunile generale ale aceleiași armate, respinse de Armata Roșie după numai 24 de ore de contraofensivă.

## Vezi și

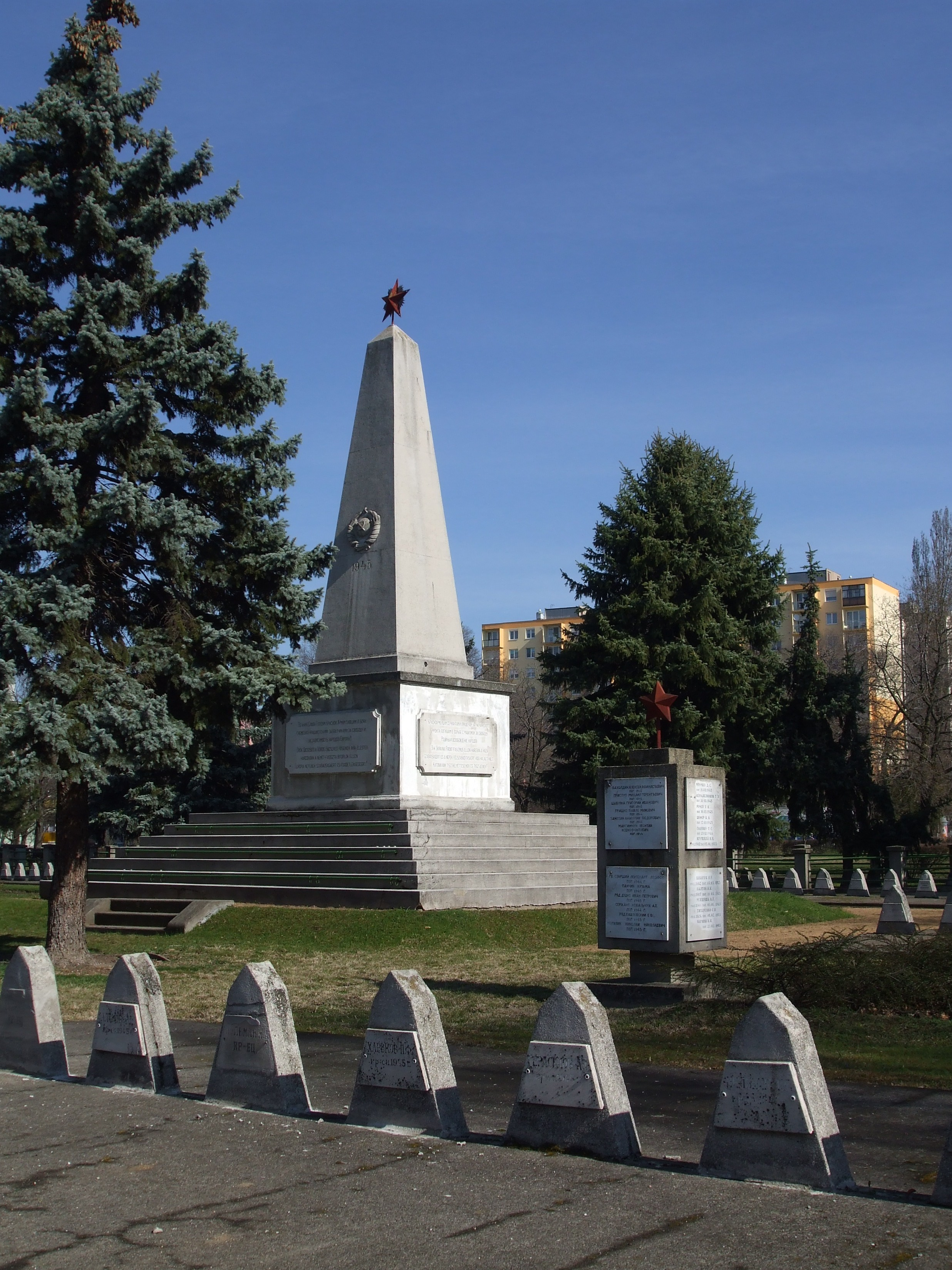
Monument sovietic care comemorează bătălia.